# أعلام ألمانيا النازية
علم ألمانيا النازية ، رسميًا علم الرايخ الألماني، تميز بعلم أحمر مع الصليب المعقوف على دائرة بيضاء. بدأ استخدام هذا العلم في البداية باعتباره شعار حزب العمال الألماني الاشتراكي الوطني (NSDAP) بعد تأسيسه. بعد تعيين أدولف هتلر كمستشار في عام 1933، تم اعتماد العلم كواحد من الأعلام الوطنية المزدوجة في البلاد، والآخر هو الالوان الثلاثة الأفقية السوداء والبيضاء الحمراء للإمبراطورية الألمانية.
بعد عام واحد من وفاة الرئيس هيندنبورغ في عام 1934، انتهى هذا الترتيب وأصبح علم الصليب المعقوف العلم الوطني لألمانيا في عام 1935، والذي ظل حتى نهاية الحرب العالمية الثانية وسقوط الرايخ الثالث.

## التاريخ

### الأصول

تم استخدام علم ألمانيا بدون صليب معقوف حتى عام 1935.

بعد رفض العديد من الاقتراحات والألوان، عملية اختيار علم جديد،
بعد سيطرة الحزب النازي على البلاد في 30 يناير 1933، تم تجاهل علم الالوان الثلاثة باللون الأسود والأحمر. أدى حكم صدر في 12 مارس / آذار إلى إنشاء رايتين وطنيتين قانونيتين: العلم ثلاثي الألوان الأسود-الأبيض-الأحمر الإمبراطوري المعاد تقديمه وعلم الحزب النازي.
كان لدى اللافتة النازية صورة من خلال ومن خلال الصورة، لذلك كانت كل من النسخة «ذات الوجه الأيسر» و«ذات الوجه الأيمن» موجودة على جانب واحد. ومع ذلك، كان العلم النازي على الأرض مواجهًا لليمين من كلا الجانبين، كما في الصورة (، في الأسفل).
من عام 1933 إلى عام 1938 على الأقل في ألمانيا النازية، قبل أن يتم استخدام أي علم صليب بصليب معقوف رسميا، كان يجب وضعه في احتفال حيث لامس «بلوتفاهن» أو علم الدم، علم الصليب المعقوف الذي استخدمته القوات النازية شبه العسكرية خلال انقلاب بير هول الفاشل في عام 1923. أقيم هذا الاحتفال المطول في كل رالي نورمبرغ. من غير المعروف ما إذا كان هذا التقليد استمر بعد مسيرة نورمبرغ الأخيرة في عام 1938.

### منذ عام 1945

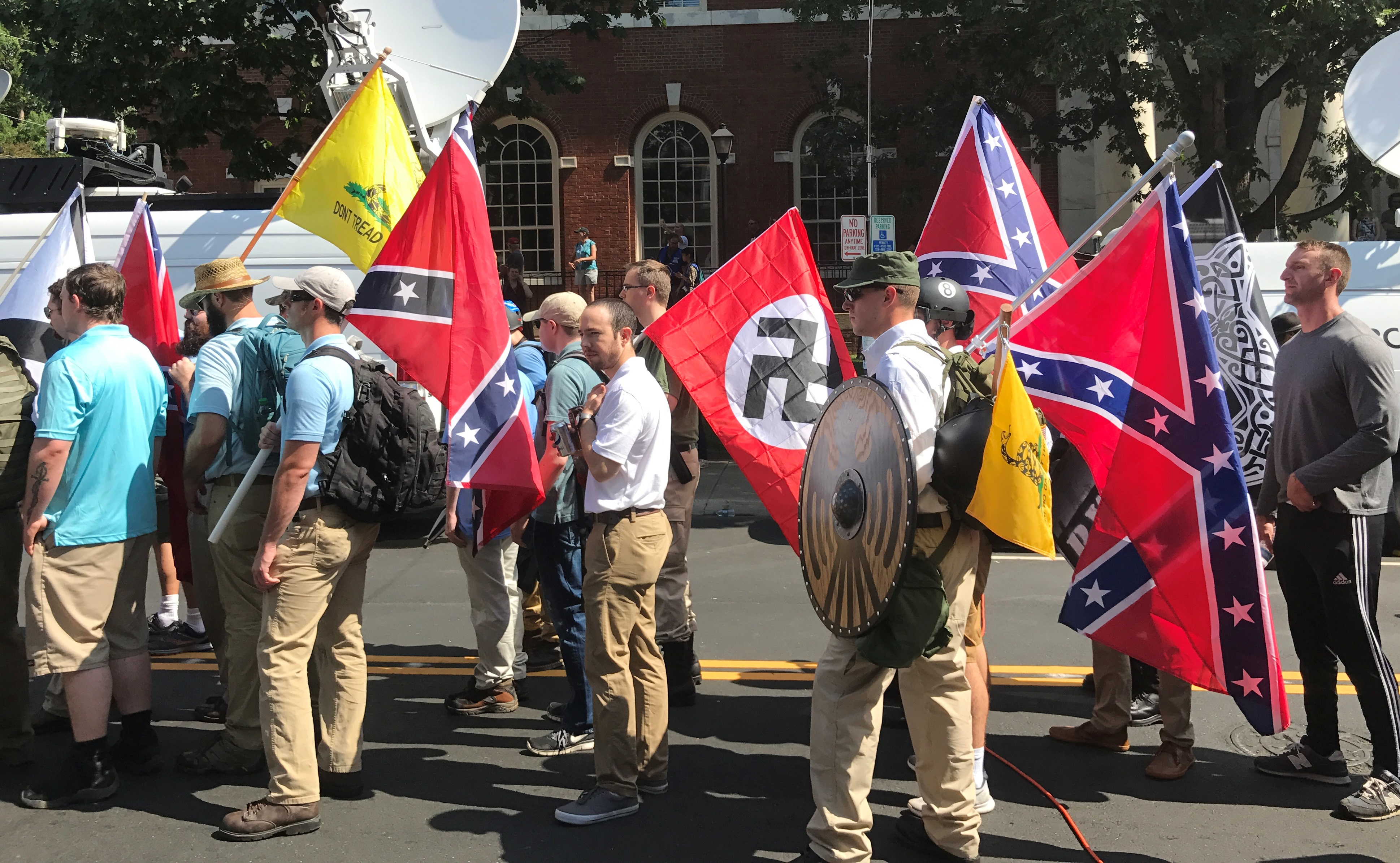
كان نشطاء اليمين البديل البارزون احتجاجات شارلوتسفيل 2017

في نهاية الحرب العالمية الثانية، بعد سقوط الرايخ الثالث، ألغى القانون الأول الذي سنه مجلس مراقبة الحلفاء جميع الرموز وألغى جميع قوانين الرايخ ذات الصلة. يحظر حيازة أعلام الصليب المعقوف في العديد من البلدان منذ ذلك الحين، مع حظر استيرادها أو عرضها خاصة في ألمانيا.
اليوم، لا يزال العلم الرايخ الثالثيستعمل من قبل النازيين الجدد المؤيدين، symphatisers النازية، والقوميين البيض، وخاصة خلال مسيرات اليمين البديل.

## معرض

علم الحزب النازي
معيار أدولف هتلر
علم Wehrmacht القائد العام (حل محل وزير الدفاع)
علم شوتزشتافل (SS)
علم شرطة النظام (ألمانيا النازية) (OrPo) ("Order Police" ، منظمة الشرطة النظامية الوطنية لألمانيا النازية)
علم شباب هتلر